# Niezalezna.pl
Niezalezna.pl – polski portal internetowy założony w 2008 roku, o profilu konserwatywnym. Serwis był notowany w rankingu Alexa na miejscu 106. (Polska), 11 721. (świat).
Wydawcą portalu jest Słowo Niezależne Sp. z o.o. Funkcję redaktora naczelnego pełni Grzegorz Wierzchołowski, a do 2021 roku rolę zastępcy redaktora naczelnego pełniła Dorota Kania.
W ramach portalu swoje felietony i artykuły publikują dziennikarze związani z tygodnikiem Gazeta Polska, miesięcznikiem Nowe Państwo – Niezależna Gazeta Polska i dziennikiem Gazeta Polska Codziennie oraz inni dziennikarze, publicyści i literaci. Ponadto anonimowi blogerzy mogą publikować za pośrednictwem serwisu naszeblogi.pl, jeśli prezentowane przez nich opinie nie są przez właścicieli portalu uznawane za „propagandę”.

## Rankingi
Według analizy Instytutu Monitorowania Mediów w kategorii „najbardziej opiniotwórcze portale internetowe” w Polsce portal niezalezna.pl zajął trzecie miejsce w sierpniu 2011 roku, piąte miejsce we wrześniu 2012 roku. W skali całego 2012 roku portal nie został sklasyfikowany w pierwszej dziesiątce rankingu. W 2013 roku znalazł się na dziesiątym miejscu. W 2014 roku nie został sklasyfikowany. W 2015 i 2016 roku poza pierwszą dziesiątką w kategorii „najbardziej opiniotwórcze portale internetowe”. W grudniu 2017 roku portal został sklasyfikowany na czwartym miejscu w kategorii najbardziej opiniotwórczych portali internetowych.
Niesklasyfikowany w latach 2018–2020.